# Шестаков, Кузьма Дмитриевич
Кузьма Дмитриевич Шестаков (11 сентября 1914, Первопесьяново, Тобольская губерния — 23 марта 1981, Баку) — помощник командира взвода пешей разведки 102-го стрелкового полка (41-я стрелковая дивизия, 69-я армия, 1-й Белорусский фронт)

## Биография
Кузьма Дмитриевич Шестаков родился в крестьянской семье в селе Первопесьяново (ныне — в Ишимском районе Тюменской области). Окончил 4 класса школы, работал в Хабаровском крае на Никольск-Уссурийской железной дороге рабочим. В 1936 — 1938 годах проходил службу в Красной армии. В 1939 году призывался в связи с советско-финской войной. В августе 1941 года Сковородинским райвоенкоматом Читинской области вновь был призван в связи началом Великой Отечественной войны.
9 декабря 1942 года Шестаков вместе с другим красноармейцем возле проволочного заграждения противника захватил предателя пытавшегося с оружием перейти на сторону противника. Приказом по 102-му полку от 13 января 1943 года он был награждён медалью «За боевые заслуги».
У деревни Оловянниково  Свердловского района Орловской области, отражая контратаку противника ефрейтор Шестаков уничтожил 3 солдат противника и вынес с поля боя красноармейца с оружием. Приказом по 102-му полку от 1 августа 1943 года он был награждён медалью «За отвагу».
В бою за село Туричаны Турийского района Волынской области 7 июля 1944 года ефрейтор Шестаков поднял роту в атаку и, увлекая за собой личный состав, первым ворвлся в траншею противника. В рукопашной схватке в траншеях гранатами и из автомата Шестаков уничтожил 6 солдат противника. Приказом по 41-й дивизии от 12 июля 1944 года он был награждён орденом Красной Звезды.
При форсировании реки Западный Буг 20 июля 1944 года ефрейтор Шестаков первым переправился через рекуи огнём своего оружия способствовал успешной переправе батальона. Приказом по 41-й стрелковой дивизии от 4 августа 1944 года он был награждён орденом Славы 3-й степени.
15 августа 1944 года при расширении плацдарма на левом берегу реки Висла западнее населённого пункта Яновец (Пулавский повят) старший сержант Шестаков огнём из пулемёта уничтожил расчёт орудия противника, чем создал возможность его захвата. В бою был контужен, но продолжал преследовать противника и ушёл с поля боя в санчасть только по завершении боя. Приказом по войскам 69-й армии от 28 ноября 1944 года Шестаков был награждён орденом Славы 2-й степени.
В ночь с 13 на 14 ноября 1944 года командир отделения пешей разведки старший сержант Шестаков с группой прикрытия пробрался за передний край противника и возле рощи северо-западнее населённого пункта Барычка (Мазовецкое воеводство) в 30 километрах восточнее города Радом, содействовал захвату солдата противника и будучи ранен, продолжал выполнение задания и остался в строю. Приказом по 61-му корпусу от 7 декабря 1944 года он был награждён орденом Отечественной войны 2-й степени.
Старшина Шестаков 12 января 1945 года в бою на высоте 166,6 возле населённого пункта Нове, что в 9 км западнее Казимежа в составе разведки первым ворвался в первую и вторую траншеи противника, увлекая своим примеровом остальных. Был ранен, но продолжал вести бой и по выполнии боевой задачи остался в строю. Указом Президиума Верховного Совета СССР от 24 марта 1945 года старшина Шестаков был награждён орденом Славы 1-й степени.
27 апреля 1945 года при проведении разведки в городе Шторков, на окраине города выбил противника из нескольких домов и закрепился в них. В бою сам лично уничтожил 3 солдат противника и 10 взял в плен. Приказом по 41-й стрелковой дивизии от 19 мая 1945 года старшина Шестаков был награждён орденом Красной Звезды.
24 июня 1945 года старшина Шестаков принимал участие в историческом параде Победы на Красной площади в Москве.
Старшина Шестаков демобилизовался в 1945 году. Жил в городе Баку, работал на железнодорожной станции Баку-пассажирская.
Скончался Кузьма Дмитриевич Шестаков 23 марта 1981 года

## Примечания

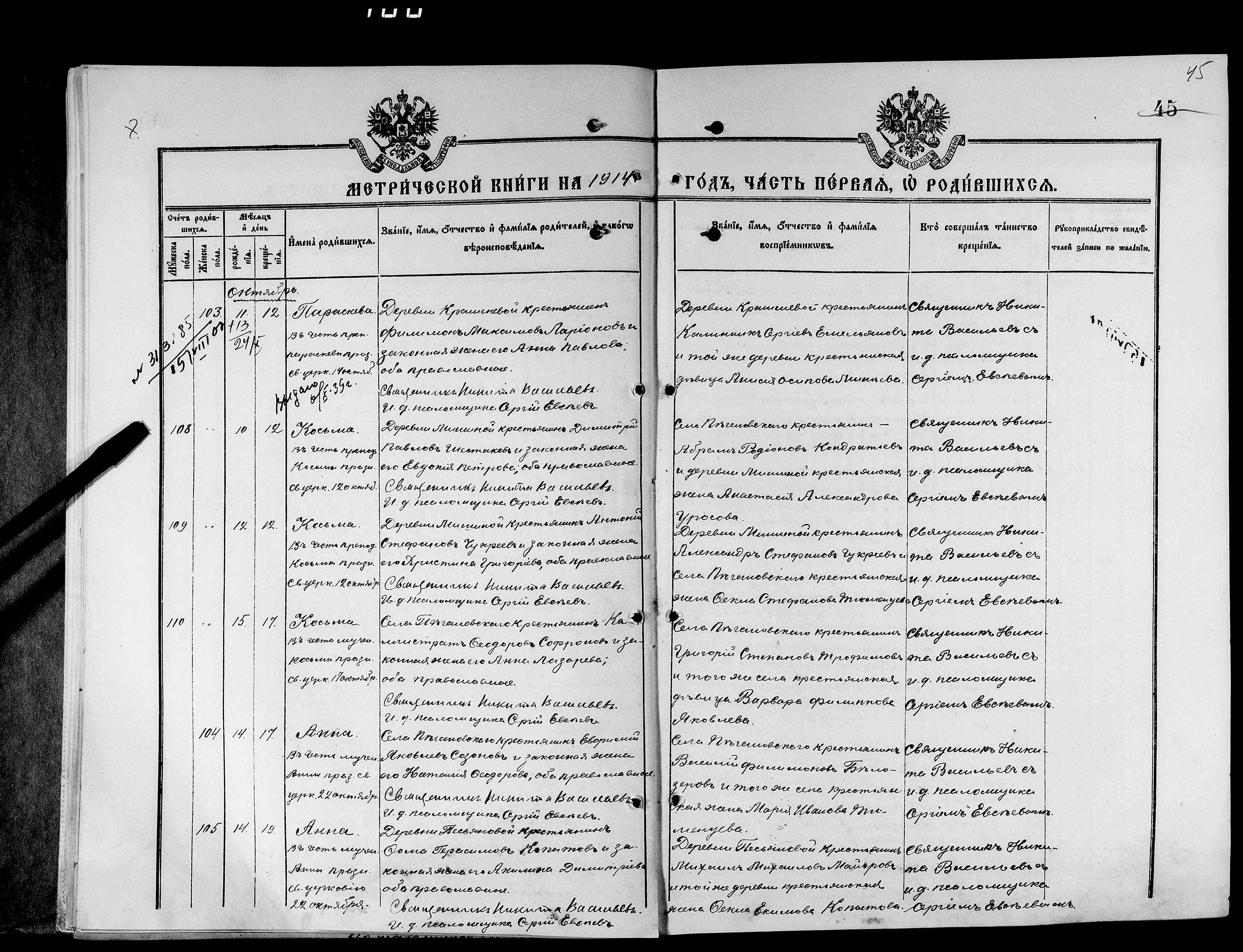
МК Пегановской церкви